# 前橋市立大利根小学校
前橋市立大利根小学校（まえばししりつ おおとねしょうがっこう）は、群馬県前橋市にある公立小学校。

## 所在地
群馬県前橋市大利根町2-12-1

## 学区
- 箱田町の一部[1]
- 前箱田町
- 前箱田町二丁目
- 川曲町
- 稲荷新田町
- 江田町の一部
- 大利根町一丁目、二丁目
- 青葉町

## 学校周辺
- 前橋市立新田小学校
- 前橋育英高等学校